# Dyscia nigerrima
Dyscia nigerrima är en fjärilsart som beskrevs av Durand 1934. Dyscia nigerrima ingår i släktet Dyscia och familjen mätare. Inga underarter finns listade i Catalogue of Life.